# Horná Ves (Trenčín)
Horná Ves (em húngaro: Ófelfalu) é um município da Eslováquia, situado no distrito de Prievidza, na região de Trenčín. Tem 18,57 km² de área e sua população em 2018 foi estimada em 1.429 habitantes.

## Demografia
| Ano:        | 1994 | 2004   | 2014    | 2024    |
| ----------- | ---- | ------ | ------- | ------- |
| Broj ljudi: | 1097 | 1073   | 1467    | 1090    |
| Razlika:    |      | -2,18% | +36,71% | -25,69% |

| Ano:               | 2023 | 2024   |
| ------------------ | ---- | ------ |
| Número de pessoas: | 1083 | 1090   |
| Diferença:         |      | +0,64% |